# Barinas (stat)
Statul Barinas (spaniolă Estado Barinas) este unul dintre cele 23 de state (spaniolă estados) din care este formată Venezuela.
Capitala statului Barinas este orașul Barinas. 
Statul Barinas este le locul 8  ca suprafață și pe locul 15 ca populație, în cadrul statelor din Venezuela.   
O mare parte din Parcul Național Sierra Nevada se află pe teritoriul acestui stat. 